# Schlossbrauerei Irlbach
La Schlossbrauerei Irlbach est une brasserie à Irlbach, dans le Land de Bavière.

## Histoire
La brasserie existe depuis plus de 500 ans, jusqu'en 1811 dans le cadre du château d'Irlbach, puis sous-traitée et vendue à la famille Poschinger-Bray. Il appartenait à la famille jusqu'à ce qu'il soit revendu à Arcobräu en 2016.
La brasserie est membre de la coopérative Brauring.

## Production
La brasserie utilise de l'orge et du blé de sa propre culture, du houblon Holledauer et Tettnanger. L'eau de brassage provient du puits profond de la brasserie.
Les bières sont vendues en bouteilles à capsule couronnée.
La gamme de produits comprend les bières Vollbier Hell, Excellent, Hefe Weissbier Hell, Schlossherrn Weisse Dunkel, Gäuboden Volksfestbier, Winter Festbier, Spezial Dunkel, Pils, Radler, Vollbier Hell sans alcool et Hefe Weissbier sans alcool.